# بيركن واربيك
بيركن واربيك (بالإنجليزية: Perkin Warbeck)‏ كان من المطالبين بعرش إنجلترا في عهد هنري السابع فقد أدَّعى الأخير أنه الابن الأصغر لإدوارد الرابع (الأمير الصغير الذي كان محبوساً مع أخيه الأكبر في برج لندن وقُتلا فيه). قام واربيك بثورات ضد هنري السابع بدعم و مساعدة من ملك اسكتلندا جيمس الرابع و أيضاً من حكام دوقية بورغونيا. لم يستمر تمرده طويلاً فقد ألقي القبض عليه في عام 1497م بعد فشل ثورة كورنيش الثانية و سجن في البرج مع إدوارد بلانتاجنت، إيرل وارويك السابع عشر، بعدها هرب واربيك من السجن ولكن ألقي القبض عليه في نفس العام وأعدم عن طريق شنقه في 23 نوفمبر من عام 1499م بينما أعدم وارويك في 29 نوفمبر .